# 坂上のカツラ
坂上のカツラ（さかうえのかつら）は、富山県南砺市利賀村坂上に生育しているカツラの巨木である。
平成4年8月1日に利賀村の天然記念物に指定され、利賀村が南砺市に合併した後も市の指定文化財とされている。

## 概要
座標: 北緯36度27分37.88秒 東経136度58分10.32秒 / 北緯36.4605222度 東経136.9695333度
坂上のカツラは、旧利賀村内で現存するカツラの中で、最も古く、最も大きいものとして知られている。坂上東山の「鴻の貴水」横の小さな谷の上流に位置し、根が谷をまたぐように数本に分かれた珍しい形状を持つ。
根回りは14.5m、幹回りは4本のうち最大のものが5.6m、最も細い幹が2.8mで、樹齢は約600年ほどと推定されている。平成4年（1992年）8月1日に利賀村の文化財に指定され、現在は南砺市に引き継がれている。坂上集落は利賀川上流部の中心的集落であり、同じ集落内には文化財の大杉を有する坂上八幡宮、五箇山でも二番目に古い歴史を持つ坂上西勝寺なども位置している。